# 1608
Cette page concerne l'année 1608  du calendrier grégorien.   Pour le fromage, voir 1608 (fromage).
L'année 1608 est une année bissextile qui commence un mardi.

## Événements
- 7 janvier : incendie de Jamestown (Virginie)[1].
- 16 mars : les Jésuites obtiennent le droit de fonder les réductions du Paraguay[2].
- 18 mars : le négus Susneyos d'Éthiopie est couronné à Aksoum[3].
- 3 juillet : l'explorateur français Samuel de Champlain fonde l'Habitation de Québec, capitale du Québec, au Canada, pour commercer avec les Hurons et les Algonquins. « L’établissement compte 28 personnes. Au cours de l’hiver, 20 des 28 hommes meurent »[4]. Cette date est aussi attribuée à la fondation de la Nouvelle-France.
- 24 août : arrivée de représentants de la Compagnie anglaise des Indes orientales à Surat (Gujarat) en Inde. Le capitaine de l'expédition John Hawkins obtient de Jahangir le droit d’ouvrir un établissement à Surat, mais les marchands de la ville s’y opposent[5]. Les Anglais exercent des représailles sur les navires qui faisaient commerce avec Surat et les côtes de la mer Rouge.
- 11 septembre, La Haye : Maurice de Nassau reçoit la première ambassade siamoise en Europe, accompagnée par Cornelis Matelief[6].
- 20 octobre : victoire toscane sur les ottomans à la bataille du cap Celidonio[7].
- Les Portugais de Luanda se heurtent dans leur progression à la résistance farouche du ngola du Ndongo et à celle de sa sœur, Jinga du Matamba (fin en 1620)[8].

### Europe
- 23 janvier : traité de La Haye ; alliance défensive entre la France et les Provinces-Unies négociée par Pierre Jeannin[9].
- 1er-3 février : Matthias de Habsbourg signe le pacte de Presbourg avec la diète de Hongrie, selon lequel le roi doit résider en Hongrie[10].
- 15 mars (5 mars du calendrier julien)[11] : début du règne tyrannique de Gabriel Báthory en Transylvanie après l'abdication du prince Sigismond II Rákóczi (fin en 1613).
- 19 avril : la confédération des États de Hongrie, d’Autriche et de Moravie définit son programme ; respect des traités de 1606, de la justice et de la légalité. Elle constitue un front d’opposition révolutionnaire. L’archiduc Mathias, allié aux ordres, se trouve en opposition directe avec son frère l’empereur Rodolphe II. Celui-ci signe le traité de Stara Libena (26 juin) avec les ordres de Bohême[12].
- 20 avril : le roi Jacques Ier d'Angleterre octroie le droit à distillation à la région de Bushmills (Ulster) pour une production de whisky[13].
- 24 avril : échec du frère du tsar Basile Chouïski devant le second faux Dimitri à Bolkhov[14]. Cinq mille soldats capitulent et prêtent serment au nouveau prétendant, qui atteint les environs de Moscou (Touchino), en juin.
- 6 mai : Robert Cecil devient Lord High Treasurer[15] et le principal conseiller de Jacques Ier d'Angleterre (fin en 1612).

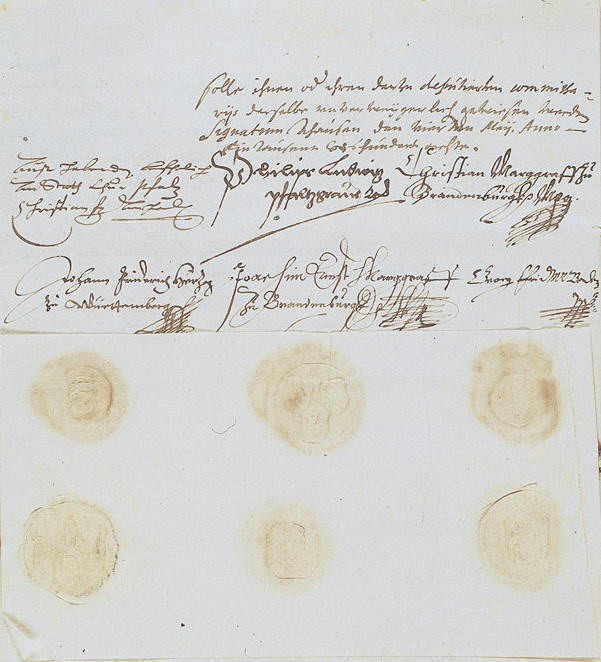
Acte de l'Union évangélique, 14 mai 1608.

- 12 mai : formation à Anhausen de l'Union évangélique des princes et villes d'Allemagne[16].
- 12 juin, Empire ottoman : le Pacha de la Mer songe à envoyer des galères contre les pirates russes de la mer Noire. On lui conseille d’envoyer plutôt des caiches, plus efficaces contre les bateaux légers[17].
- 25 juin, guerre des frères en Hongrie : l'empereur Rodolphe II cède la Hongrie, l'Autriche et la Moravie à son frère Mathias (1608-1612)[18].
- 25 juillet : une trêve entre la Russie et le Sigismond III de Pologne est signée pour trois ans et onze mois sur la base du statu quo territorial[19]. Chouiski, pour se maintenir, doit faire appel à la Suède (novembre).
- Août : 7 000 cavaliers polonais dirigés par le prince Jan Piotr Sapieha arrivent en Russie pour soutenir le second faux Dimitri[20].
- Septembre, Russie : Marina Mniszek est enlevée par un détachement du second faux Dimitri qui la ramène à Touchino où elle dit reconnaitre son époux[20].
- 21 septembre : fondation de l'université d'Oviedo[21].

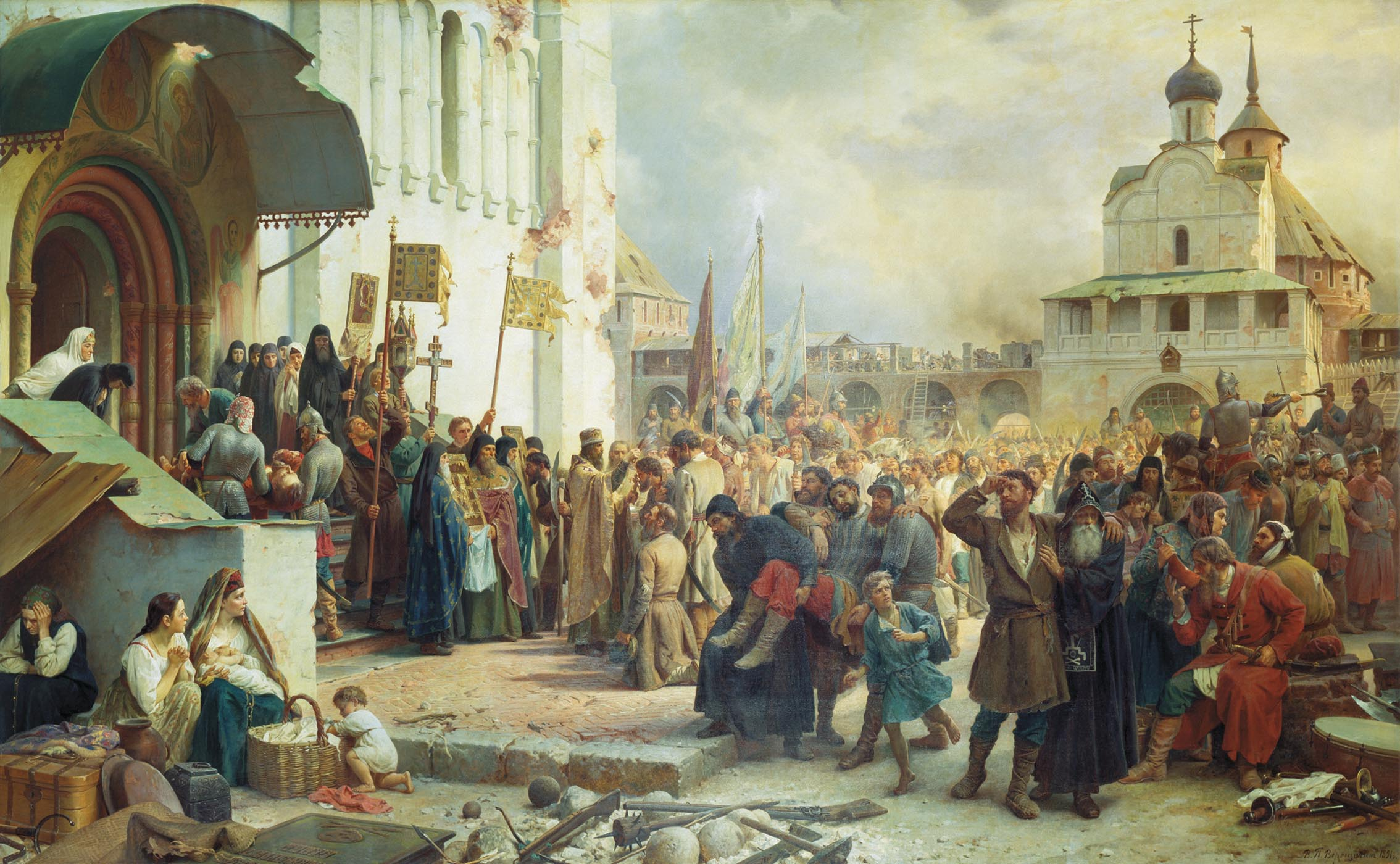
23 septembre : siège de la Laure de la Trinité-Saint-Serge

- 23 septembre, Russie : début du siège de la Laure de la Trinité-Saint-Serge. Les moines résistent seize mois contre l'armée lituano-polonaise jusqu’en janvier 1610[22].
- Fin octobre, Diète de Presbourg : les députés réclament l'égalité des droits des Églises, réformées et catholiques, l'obligation pour le roi de résider en Hongrie où de déléguer ses pouvoirs au Palatin, le transfert de la couronne de Vienne à Presbourg, le droit pour la Diète de voter la paix et la guerre[23]. La Diète procède à sa réorganisation et donne aux seigneurs toute compétence pour les affaires paysannes, ce qui se traduit par l’interdiction de la libre migration des agriculteurs (second servage)[24]
- 19 novembre : Matthias de Habsbourg est couronné roi de Hongrie à Presbourg[25].
- 20 novembre : István Illésházy (hu), qui a soutenu Matthias, devient le premier palatin de Hongrie protestant[26].

## Naissances en 1608
- 26 janvier : Johann Henrich Ursinus, théologien luthérien allemand († 14 mai 1667).
- 5 février : Gaspar Schott, prêtre jésuite et scientifique allemand († 22 mai 1666).
- 15 octobre : Evangelista Torricelli, physicien italien.
- 23 novembre : Francisco Manuel de Melo, écrivain portugais.
- 6 décembre : George Monk, Premier duc d'Albemarle († 1670).
- 9 décembre : John Milton, poète anglais
- Date précise inconnue :
- Pieter Duyfhuysen, peintre néerlandais († 1677).

## Décès en 1608
- 8 janvier :
  - Guidobaldo Bonarelli, poète et dramaturge italien (° 25 décembre 1563).
  - Lancelot Voisin de La Popelinière, homme de guerre, historien et écrivain français (° vers 1541).
- 29 janvier : Frédéric Ier de Wurtemberg, duc de Wurtemberg et comte de Montbéliard (° 19 août 1557).
- 30 janvier : Ferdinand de Bavière, fils d'Albert V de Bavière et de l'archiduchesse Anne d'Autriche (° 20 janvier 1550).

- 8 février : Alphonse Ier d'Elbène, homme politique, historien et religieux français (° 1538).
- 13 février : Bess de Hardwick, aristocrate anglaise, comtesse de Shrewsbury (° vers 1527).
- 16 février : Nicolas Rapin, poète français (° 1535).
- 27 février : Henri de Montpensier, dauphin d'Auvergne, duc de Montpensier, 17e prince souverain de Dombes, seigneur de Châtellerault et vicomte de Brosse (° 12 mai 1573).

- 7 mars : René Benoît, religieux français (° 1521)[27].
- 12 mars : Kōriki Kiyonaga, daimyo de la fin de l'époque Azuchi Momoyama et du début de l'époque d'Edo (° 1530).
- 17 mars : Seonjo, quatorzième roi de Corée de la période Joseon (° 26 décembre 1552).
- 29 mars : Tsugaru Tamenobu, daimyo de la fin de l'époque Sengoku et du début de l'époque d'Edo (° 18 janvier 1550).

- 9 avril : Pomponio Torelli, 8e comte de Montechiarugolo, diplomate, philosophe, homme de lettres et précepteur à la cour du duché de Parme et Plaisance (° 1539).
- 12 avril : Pierre Brûlart, homme d'État français, seigneur de Genlis et de Crosne (° vers 1535).
- 18 avril : Jacques-Christophe Blarer de Wartensee, Prince-évêque de Bâle depuis 1575 (° 11 mai 1542).
- 19 avril : Thomas Sackville, homme d'État et poète anglais (° vers 1536).
- 21 avril : Cesare Crispolti, historien et homme de lettres italien (° janvier 1563).
- 29 avril : Marie-Anne de Bavière, fille d'Albert V, duc de Bavière et d'Anne d'Autriche (° 21 mars 1551).

- 14 mai : Charles III, duc de Lorraine et de Bar, qui règne depuis 1545 (° 18 février 1543).
- 17 mai : Ascanio Colonna, cardinal italien (° 3 avril 1560).
- 27 mai : Alessandro Vittoria, sculpteur maniériste italien (° 1525).

- 1er juin : Marie-Éléonore de Clèves, fille aînée du duc Guillaume de Clèves et de Marie d'Autriche (° 16 juin 1550).
- 4 juin : François Caracciolo, prêtre napolitain (° 13 octobre 1563).
- 5 juin : Ippolito Andreasi, peintre maniériste italien (° vers 1548).
- 6 juin : Bernardo Buontalenti, architecte, sculpteur et peintre italien (° 15 décembre 1531).
- 11 juin : Francesco Maria Tarugi, cardinal italien (° 27 août 1525).
- 19 juin : Alberico Gentili, juriste italien (° 14 janvier 1552).
- 23 juin : Thomas Garnet, prêtre jésuite anglais (° vers 1575).
- 27 juin : Jean de Viene, homme politique français (° 28 mai 1557).

- 3 juillet : William Barclay, juriste écossais (° 1546).
- 18 juillet : Joachim III Frédéric de Brandebourg,  membre de la famille Hohenzollern, électeur de Brandebourg, évêque luthérien de Brandebourg, archevêque luthérien de Magdebourg et régent de Prusse (° 27 janvier 1546).
- 25 juillet : Pomponio Nenna, compositeur napolitain (° 13 juin 1556).
- 26 juillet : Pablo de Céspedes, peintre, sculpteur, architecte, humaniste et poète espagnol (° 1538).

- 13 août : Giambologna (de son vrai nom Jean de Boulogne), sculpteur maniériste flamand (° 1529).
- 22 août : Erminio Valenti,  cardinal italien (° 1564).

- 4 septembre : Juan de Zúñiga Avellaneda y Bazán, noble espagnol de la Maison de Zúñiga (° 1541).
- 8 septembre : Jerónimo Xavierre, cardinal espagnol de l'église catholique (° 1546).
- 10 septembre : Henri Lerambert, peintre français (° vers 1550).
- 19 septembre : Alfonso Visconti, cardinal italien (° 1552).
- 20 septembre : Kanamori Nagachika, samouraï de la fin de période Sengoku et du début de l'époque d'Edo (° 1524).
- 25 septembre : Francis Tregian, gentleman catholique anglais qui se distingua par sa résistance à la reine Élisabeth Ire (° 1548).
- 28 septembre : Henri de Joyeuse, duc de Joyeuse, comte du Bouchage, prêtre capucin français (° 21 septembre 1563).
- 4 octobre : Kinoshita Iesada, samouraï de l'époque Sengoku et du début de l'époque d'Edo (° 1543).
- 11 octobre : Ambrogio Figino, peintre maniériste italien (° 1553).
- 17 octobre : Luca Bati, organiste et compositeur italien (° 1546).
- 18 octobre : Ivan Bolotnikov, révolutionnaire russe (° 1565).
- 19 octobre : Martín Antonio Delrío, prêtre jésuite, juriste et philologue des Pays-Bas (° 17 mai 1551).
- 26 octobre :
  - Philipp Nicolai, pasteur luthérien, poète et compositeur allemand (° 10 août 1556).
  - Juan Pantoja de la Cruz, peintre espagnol (° 1553).

- 10 novembre : André Avellin, prêtre et saint catholique italien (° 1521).
- 14 novembre : Bartolomeo Carducci, peintre italien (° 1560).

- 29 décembre : Martin Schalling le jeune, théologien luthérien allemand et poète (° 21 avril 1532).

- Date précise inconnue :
  - Abdallah Abou Faris, septième sultan de la dynastie saadienne (° 1564).
  - George Bannatyne, commerçant et bourgeois d'Édimbourg (° 1545).
  - Felice Damiani, peintre maniériste italien (° 1560).
  - Nicolas de Montreux, poète, romancier et dramaturge français (° 1561).
  - Pierre Morin, bibliste français (° 1531).
  - Dirck Gerritsz Pomp, marin hollandais (° 1544).
  - George Popham, explorateur et colonisateur anglais (° 1550).
  - Mary Shakespeare, mère du dramaturge anglais William Shakespeare (° 1537).
  - Edward Sharpham, dramaturge anglais de la période élisabéthaine (° 1576).
  - Ridolfo Sirigatti, sculpteur et peintre italien (° 1553).

- Vers 1608 :
  - Christian Sgrooten, cartographe néerlandais (° vers 1532).
  - Alonso Vázquez, peintre et sculpteur maniériste espagnol (° 1565).